# Elekcja cesarska
Elekcja cesarska – proces wyboru króla Niemiec i jednocześnie cesarza Świętego Cesarstwa Rzymskiego. We wczesnym średniowieczu był dokonywany przez wiec plemion niemieckich, które wybierały najlepszego kandydata spośród członków panującej dynastii (wówczas saskich Ludolfingów). W praktyce wiec zatwierdzał decyzję elitarnego grona książąt plemiennych i dostojników dworskich, co z czasem doprowadziło do zastrzeżenia prawa udziału w wyborach tylko dla owych możnych, najpierw drogą precedensu, potem przez pisaną normę prawną. Od 1356 roku na mocy Złotej Bulli cesarza Karola IV Luksemburskiego prawo wyboru cesarza przysługiwało jedynie siedmiu elektorom, obdarzonym szczególnymi przywilejami, zrównującymi ich w godności z królami.

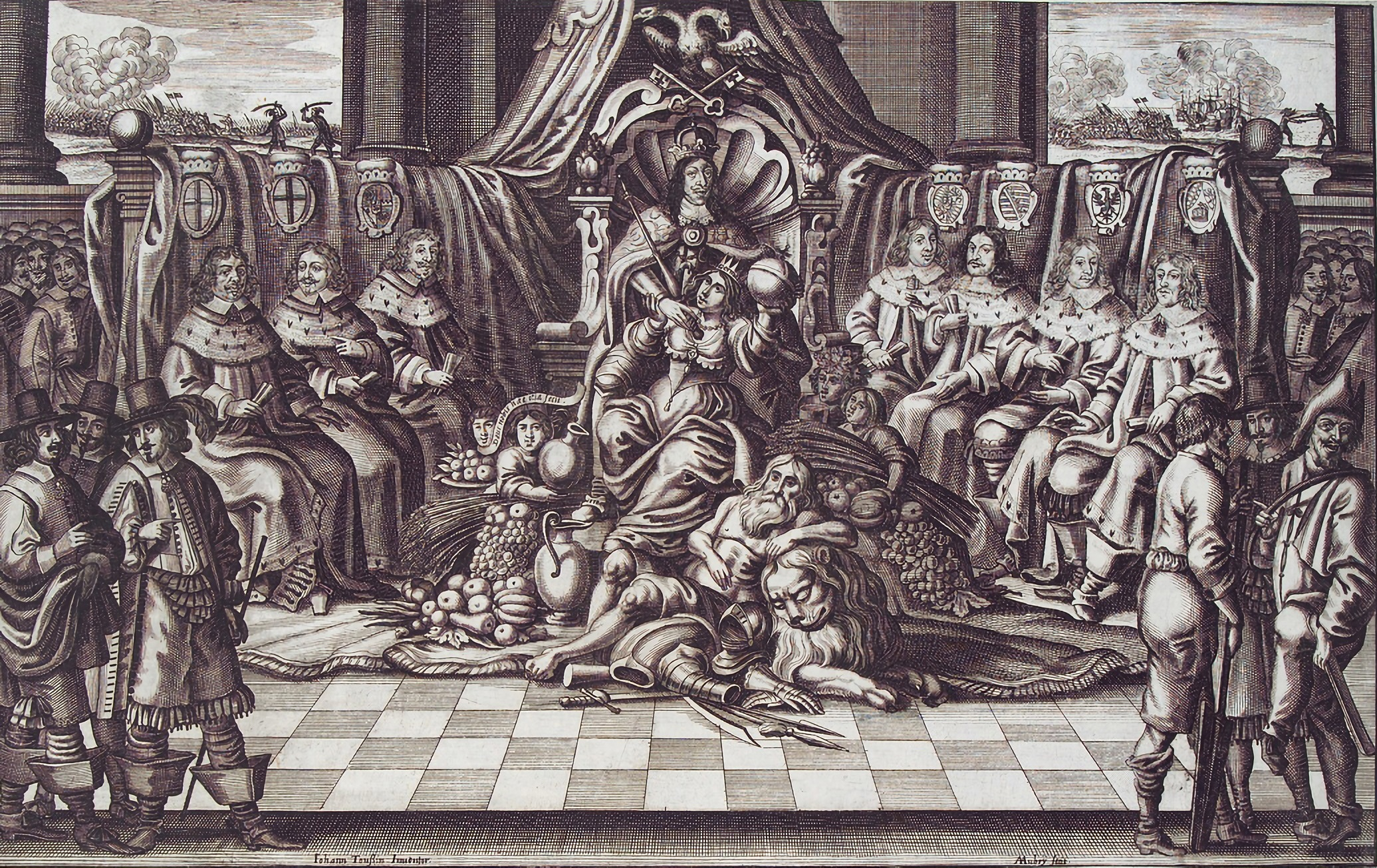
Cesarz w kręgu elektorów, aut. Abraham Aubry, Norymberga 1663/64

## Elektorzy Rzeszy

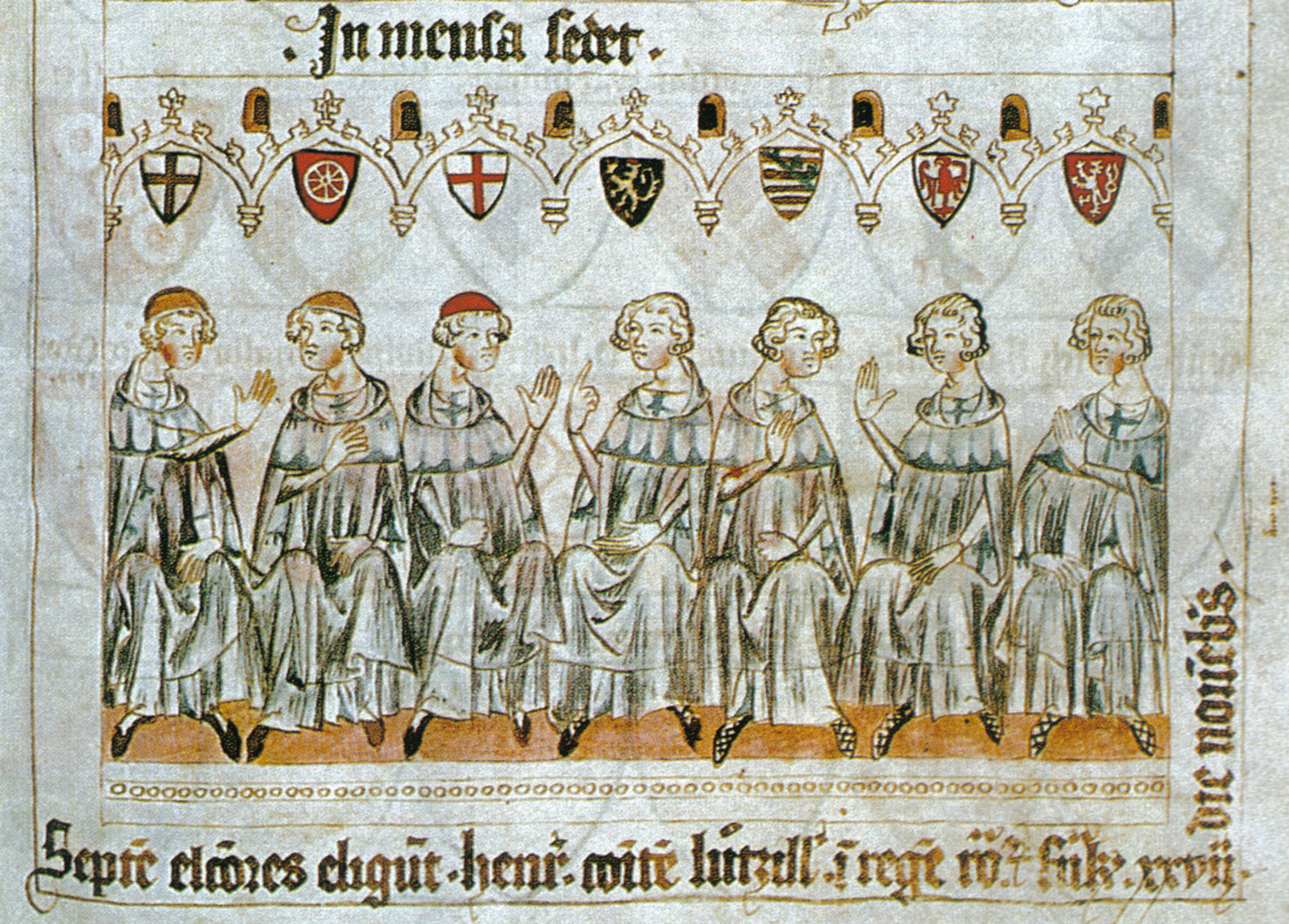
Siedmiu Elektorów Rzeszy według miniatury z Kodeksu Baldwina. Od lewej elektorzy sakralni – arcybiskupi Kolonii, Moguncji i Trewiru oraz elektorzy świeccy Palatynatu, Saksonii, Brandenburgii i Czech

Skład Kurii Elektorskiej, czyli kolegium książąt uprawnionych do udziału w elekcji ustalił się drogą precedensu już w połowie XIII w. Prawną sankcję dla tego stanu wprowadziła Złota Bulla z 1356 r. Kolegium tworzyli elektorzy Rzeszy:
- książę-arcybiskup Moguncji, jako nominalny arcykanclerz Królestwa Niemiec;
- książę-arcybiskup Kolonii jako arcykanclerz Królestwa Włoch;
- książę-arcybiskup Trewiru jako arcykanclerz Burgundii;
- król Czech jako arcypodczaszy Rzeszy;
- hrabia-palatyn reński jako arcystolnik Rzeszy i wikariusz cesarski ziem prawa reńskiego;
- książę Saksonii-Wittenbergi (w okresie nowożytnym popularnie nazywany po prostu księciem saskim) jako arcymarszałek Rzeszy i wikariusz cesarski ziem prawa saskiego;
- margrabia brandenburski jako arcykomornik Rzeszy;

Trzech pierwszych nazywano popularnie elektorami duchownymi, pozostałych zaś świeckimi. W przypadku popełnienia przez jakiegoś elektora zbrodni felonii (zdrady), cesarz mógł przenieść jego godność na inny ród. Ponieważ w przypadku elektorów świeckich godności były silnie związane ze sprawującymi je tradycyjnie (a więc w praktyce dziedzicznie) rodami, najchętniej widziano przeniesienie na krewnego poprzedniego elektora. Na mocy Złotej Bulli cesarz mógł także, za zgodą pozostałych elektorów, tworzyć nowe elektoraty. Przypadki takich zmian miały miejsce wielokrotnie:
- W 1547 roku cesarz Karol V Habsburg pokonał koalicję książąt protestanckich w bitwie pod Mühlbergiem i pozbawił Jana Fryderyka z ernestyńskiej linii Wettynów godności elektorskiej oraz księstwa sasko-wittenberskiego. Przeniósł je na Maurycego z linii albertyńskiej.
- W 1622 roku wojska cesarza Ferdynanda II pokonały siły książąt protestanckich w bitwie pod Höchst. W jej następstwie w 1623 roku cesarz odebrał godność elektorską i Palatynat zbuntowanemu Fryderykowi V z dynastii Wittelsbachów i przekazał ją władcy bawarskiemu Maksymilianowi I reprezentującemu inną linię tego samego rodu. W ten sposób do kurii elektorskiej weszli książęta Bawarii.
- W 1648 roku pokój westfalski zakończył wojnę trzydziestoletnią. Na mocy jego postanowień cesarz Ferdynand III Habsburg zgodził się zwrócić Palatynat Reński i godność elektorską synowi Fryderyka V, Karolowi Ludwikowi. Książę bawarski zatrzymał jednak status elektorski i tytuł arcystolnika. Dlatego palatyn uzyskał tytuł arcyskarbnika Rzeszy a liczebność kurii elektorskiej wzrosła do ośmiu.
- W 1692 roku cesarz Leopold I Habsburg obdarzył godnością elektorską i tytułem arcychorążego Rzeszy księcia Hanoweru (Brunszwiku-Lüneburga) Ernesta Augusta z rodu Welfów. Liczebność kurii wzrosła tym samym do dziewięciu.
- W 1708 roku, podczas wojny o sukcesję hiszpańską, cesarz Józef I Habsburg odebrał godność elektorską księciu Bawarii Maksymilianowi II Emanuelowi. Elektor Palatynatu otrzymał na nowo tytuł arcycześnika, a tytuł arcyskarbnika został przekazany elektorowi Hanoweru Ernestowi Augustowi.
- Zgodnie z warunkami pokoju w Rastatt w 1714 roku cesarz Karol VI Habsburg przywrócił godność elektorską władcy Bawarii. Bawaria zatrzymała tytuł arcycześnika, Palatynat arcyskarbnika, a Hanower arcychorążego.
- W 1777 roku zmarł bezdzietnie elektor bawarski Maksymilian III Józef, a Bawarię zajął palatyn reński Karol IV Teodor. Cesarz Józef II Habsburg dążył do zajęcia Bawarii dla siebie, co wywołało bawarską wojnę sukcesyjną. Na mocy pokoju w Cieszynie w 1779 roku utrzymano unię palatynacko-bawarską. Liczebność kurii spadła znów do ośmiu członków (podwójny głos jednego elektora był nie do pomyślenia).
- Po klęsce cesarza Franciszka II w walce z Francją pod Hohenlinden (1800) państwa niemieckie weszły w orbitę wpływów Napoleona Bonaparte. W 1803 roku Sejm Rzeszy podjął reformy zgodne z zamysłami tego ostatniego. Zlikwidowano elektoraty koloński i trewirski (księstwa arcybiskupie zostały zsekularyzowane). Nowe godności elektorskie nadano księciu Wirtembergii Fryderykowi II, margrabiemu Badenii Karolowi Fryderykowi, landgrafowi Hesji-Kassel Wilhelmowi IX i wielki książę Salzburga Ferdynand I.
- W 1805 roku Napoleon pokonał Austriaków i Rosjan w pod Austerlitz. Na mocy pokoju w Preszburgu cesarz Franciszek II musiał odstąpić liczne terytoria Francji i Bawarii, ale otrzymał Salzburg. Ferdynand I otrzymał Wielkie Księstwo Würzburga i zachował tytuł elektorski.
- W 1806 roku większość książąt niemieckich zawiązało Związek Reński i poddało się protektoratowi Napoleona, ogłaszając jednocześnie secesję (wyjście) ze Świętego Cesarstwa Rzymskiego. Po tym fakcie, wskutek nacisków Francji, cesarz Franciszek II rozwiązał Cesarstwo, a tytuły elektorskie straciły znaczenie.

Niektórzy elektorzy nie pogodzili się z upadkiem Rzeszy i nadal używali tytułów elektorskich (władcy Hesji aż do 1866 roku).

## Elekcje XIV wieku
Elekcja 1376 roku

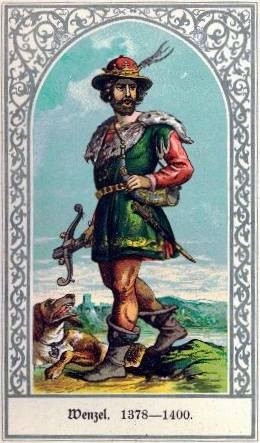

Wybory miały miejsce 10 czerwca 1376 roku we Frankfurcie, wzięli w nich udział:
- arcybiskup Moguncji Ludwik Wettyn (1374-1379)
- arcybiskup Kolonii Kuno II von Falkenstein (1362–1388)
- arcybiskup Trewiru Fryderyk III von Saarwerden (1372–1414)
- król Czech Karol IV Luksemburski (1346–1378)
- hrabia Palatynatu Reńskiego Ruprecht I Wittelsbach (1356–1390)
- książę Saksonii Wacław Askańczyk (1370–1388)
- margrabia Brandenburgii Wacław IV Luksemburski (1373–1378)

Królem został wybrany Wacław IV Luksemburski
Pierwsza Elekcja 1400 roku
Wybory miały miejsce 22 maja 1400 roku we Frankfurcie, wzięli w nich udział:
- arcybiskup Moguncji Jan II Nassau (1396–1419)
- arcybiskup Kolonii Werner von Falkenstein (1388–1418)
- arcybiskup Trewiru Fryderyk III von Saarwerden (1372–1414)
- hrabia Palatynatu Reńskiego Ruprecht Wittelsbach (1398–1410)
- książę Saksonii Rudolf III Saski (1388–1419)
- margrabia Brandenburgii Jodok z Moraw (1388–1411)

Królem został wybrany Fryderyk Braunschweig-Wolfenbüttel
Druga Elekcja 1400 roku

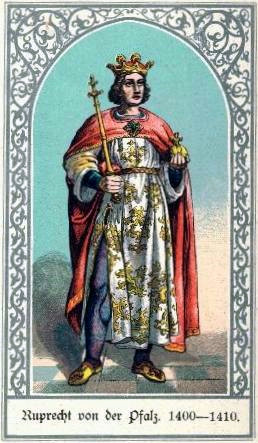

Wybory miały miejsce 21 sierpnia 1400 roku w Rhens, wzięli w nich udział:
- arcybiskup Moguncji Jan II Nassau (1396–1419)
- arcybiskup Kolonii Werner von Falkenstein (1388–1418)
- arcybiskup Trewiru Fryderyk III. von Saarwerden (1372–1414)
- hrabia Palatynatu Reńskiego Ruprecht Wittelsbach (1398–1410)

Królem został wybrany Ruprecht Wittelsbach.

## Elekcje XV wieku
Elekcje 1410 roku

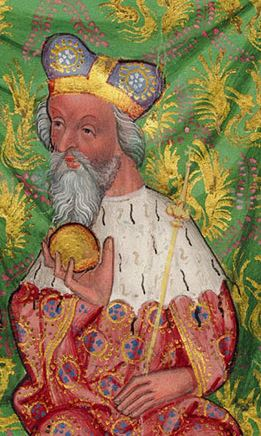

Wybory miały miejsce 20 września i 1 października 1410 roku, wzięli w nich udział:
- arcybiskup Moguncji Jan II Nassau (1396–1419)
- arcybiskup Kolonii Werner von Falkenstein (1388–1418)
- arcybiskup Trewiru Fryderyk III von Saarwerden (1372–1414)
- król Czech Wacław IV Luksemburski (1378-1419)
- hrabia Palatynatu Reńskiego Ludwik III Wittelsbach (1410-1436)
- książę Saksonii Rudolf III Saski (1388–1419)
- margrabia Brandenburgii Jodok z Moraw (1388–1411)

20 września 1410 roku trzech elektorów dokonało wyboru Zygmunta Luksemburskiego na króla Niemiec i cesarza rzymskiego, jednak pozostali elektorzy nie poparli go. 1 października ponownie odbył się zjazd elektorów na którym wybrano Jodoka z Moraw.
Elekcja 1411 roku

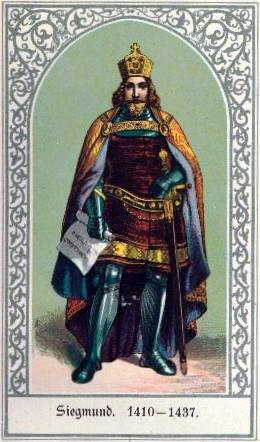

Wybory miały miejsce 21 lipca 1411 roku, wzięli w nich udział:
- arcybiskup Moguncji Jan II Nassau (1396–1419)
- arcybiskup Kolonii Werner von Falkenstein (1388–1418)
- arcybiskup Trewiru Fryderyk III von Saarwerden (1372–1414)
- król Czech Wacław IV Luksemburski (1378-1419)
- hrabia Palatynatu Reńskiego Ludwik III Wittelsbach (1410-1436)
- książę Saksonii Rudolf III Saski (1388–1419)
- margrabia Brandenburgii Zygmunt Luksemburski (1387-1437), król Węgier

królem został wybrany Zygmunt Luksemburski.
Elekcja 1438 roku

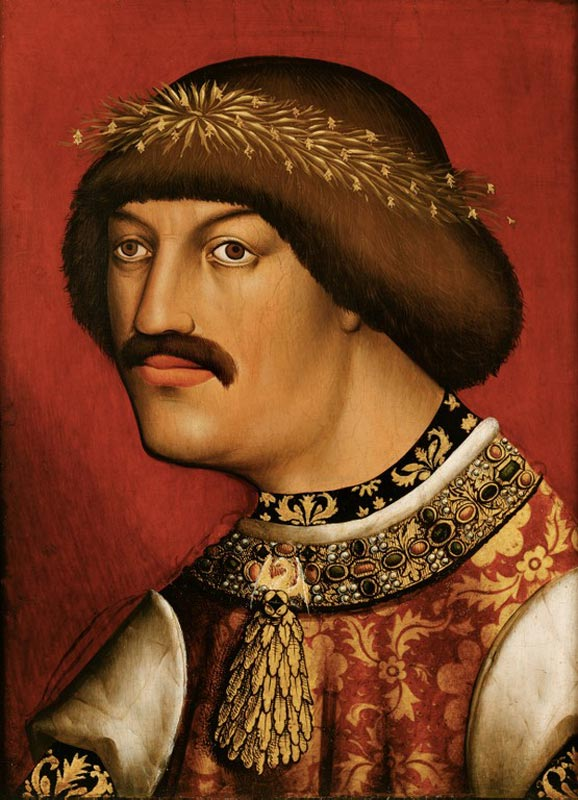

Wybory miały miejsce 18 marca 1438 roku we Frankfurcie, wzięli w nich udział:
- arcybiskup Moguncji Dietrich Schenk von Erbach(inne języki) (1434–1459)
- arcybiskup Kolonii Dietrich II von Moers (1414–1463)
- arcybiskup Trewiru Raban von Helmstatt(inne języki) (1430–1439)
- hrabia Palatynatu Reńskiego Ludwik IV Wittelsbach (1436–1449)
- książę Saksonii Fryderyk II Wettyn (1428–1464)
- margrabia Brandenburgii Fryderyk I Hohenzollern (1415–1440)

królem został wybrany Albrecht II Habsburg.
Elekcja 1440 roku

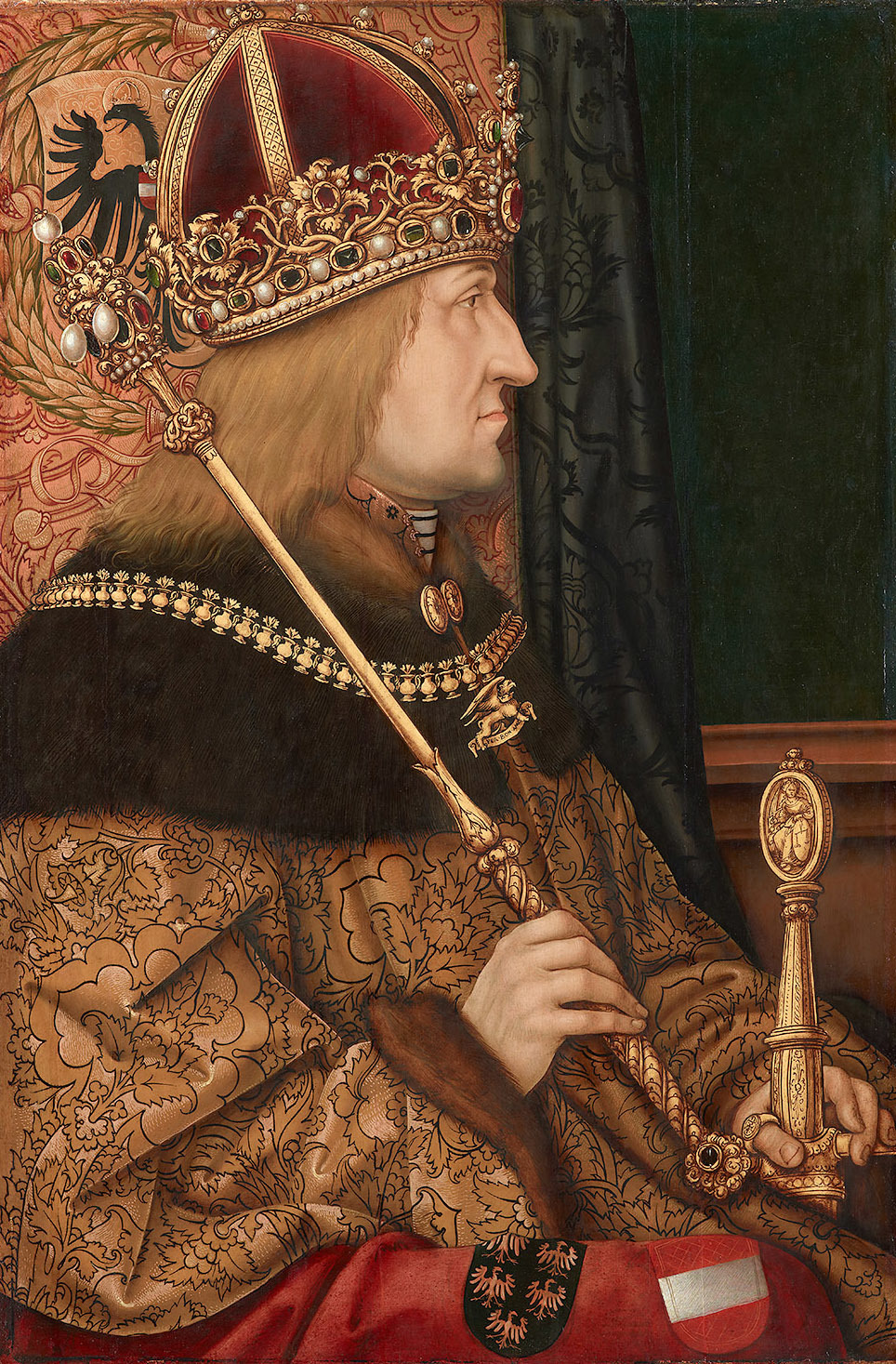

Wybory miały miejsce 2 lutego 1440 roku we Frankfurcie, wzięli w nich udział:
- arcybiskup Moguncji Dietrich Schenk von Erbach(inne języki) (1434–1459)
- arcybiskup Kolonii Dietrich II von Moers (1414–1463)
- arcybiskup Trewiru Jakub I von Sierck (1439–1456)
- hrabia Palatynatu Reńskiego Ludwik IV Wittelsbach (1436–1449)
- książę Saksonii Fryderyk II Wettyn (1428–1464)
- margrabia Brandenburgii Fryderyk I Hohenzollern (1415–1440)

W tej elekcji nie brał udziału król Czech. Syn Albrechta II, Władysław Habsburg urodził się jako pogrobowiec 22 lutego 1440 roku. Królem został wybrany Fryderyk III Habsburg.
Elekcja 1486 roku

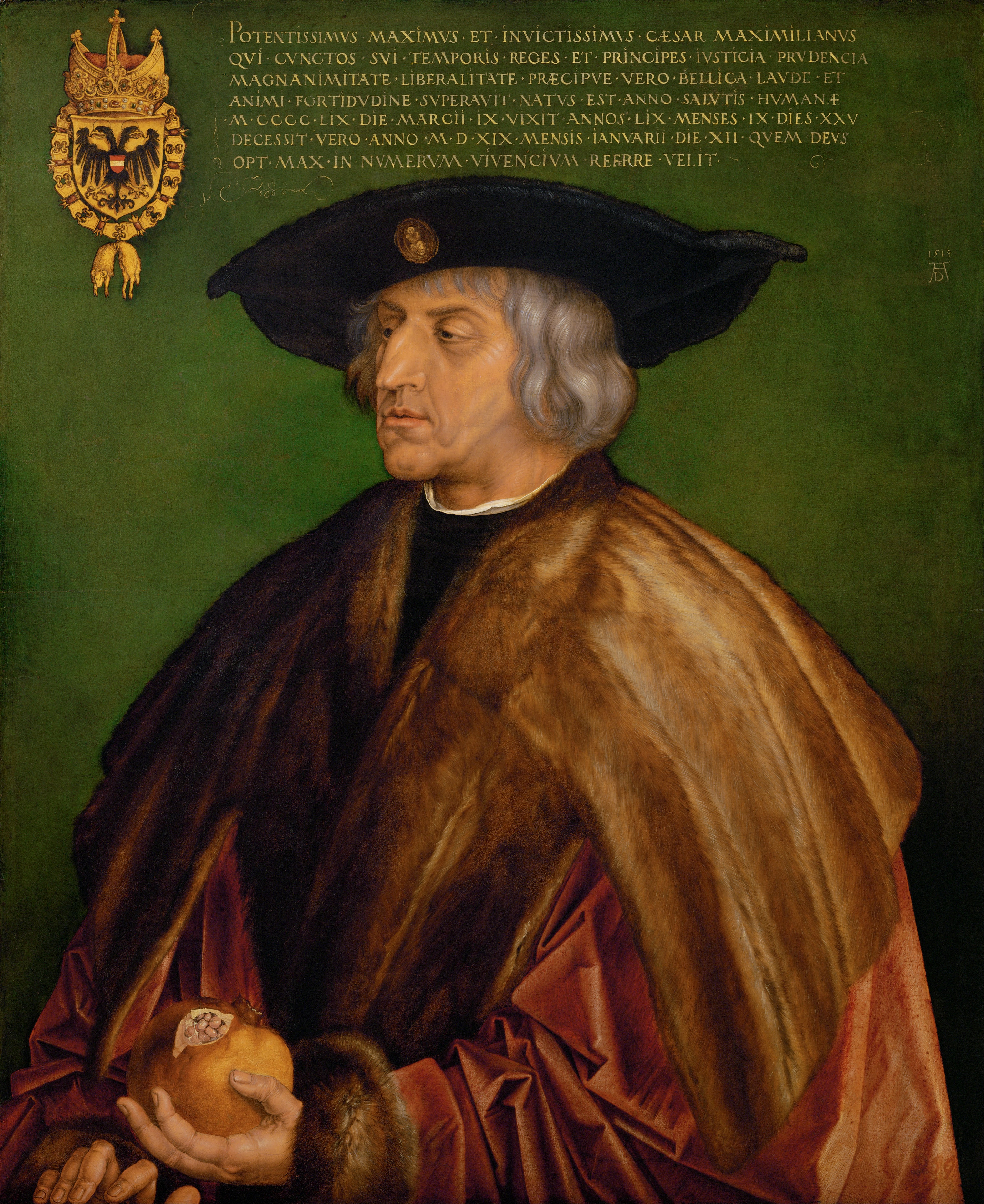

Wybory miały miejsce 16 lutego 1486 roku we Frankfurcie, wzięli w nich udział:
- arcybiskup Moguncji Berthold von Henneberg (1484–1504)
- arcybiskup Kolonii Hermann von Hessen (1480–1508)
- arcybiskup Trewiru Jan II von Baden (1456–1503)
- król Czech Władysław II Jagiellończyk (1471-1516), król Węgier
- hrabia Palatynatu Reńskiego Filip Wittelsbach (1476-1508)
- książę Saksonii Ernest Wettyn (1464–1486)
- margrabia Brandenburgii Albrecht III Achilles (1470–1486)

Królem został wybrany Maksymilian I Habsburg.

## Elekcje XVI wieku
Papież Juliusz II zezwolił Maksymilianowi I w 1508 roku tytułować się cesarzem bez koronacji papieskiej, od tamtej pory uznano, że nie koronacja przez papieża, a wybór przez elektorów Rzeszy daje prawo do tytułowania się cesarzem rzymskim (przyjęto tytuł Electus Romanorum Imperator (Wybrany Cesarz Rzymski)). W wypadku, gdy elekcja odbywała się za życia panującego cesarza (vivente imperatore) elekt przyjmował tytuł króla Rzymian (Niemiec). Tytuł cesarski przejmował w owej sytuacji, automatycznie po śmierci poprzednika.
Elekcja 1519 roku

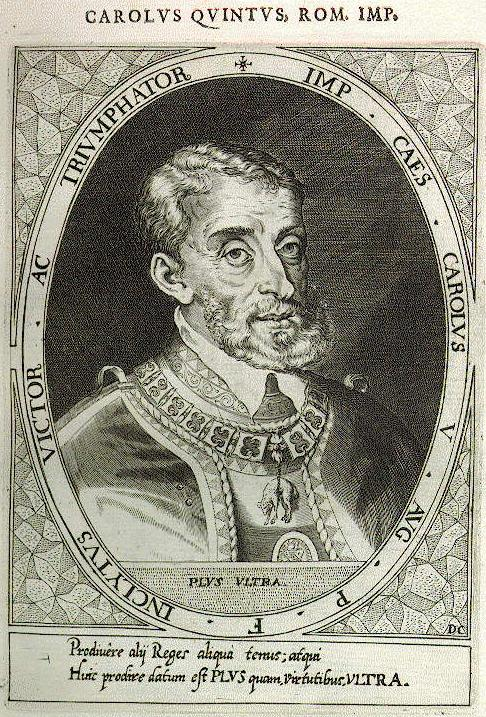

Wybory miały miejsce 28 czerwca 1519 roku we Frankfurcie, wzięli w nich udział:
- arcybiskup Moguncji Albrecht Hohenzollern (1514–1545)
- arcybiskup Kolonii Hermann V von Wied (1515–1546)
- arcybiskup Trewiru Richard von Greiffenklau zu Vollrads(inne języki) (1511–1531)
- król Czech Ludwik II Jagiellończyk (1516–1526), król Węgier
- hrabia Palatynatu Reńskiego Ludwik V Wittelsbach (1508–1544)
- książę Saksonii Fryderyk III Mądry (1486–1525)
- margrabia Brandenburgii Joachim I Nestor (1499–1535)

Cesarzem został wybrany Karol V Habsburg.
Elekcja 1531 roku

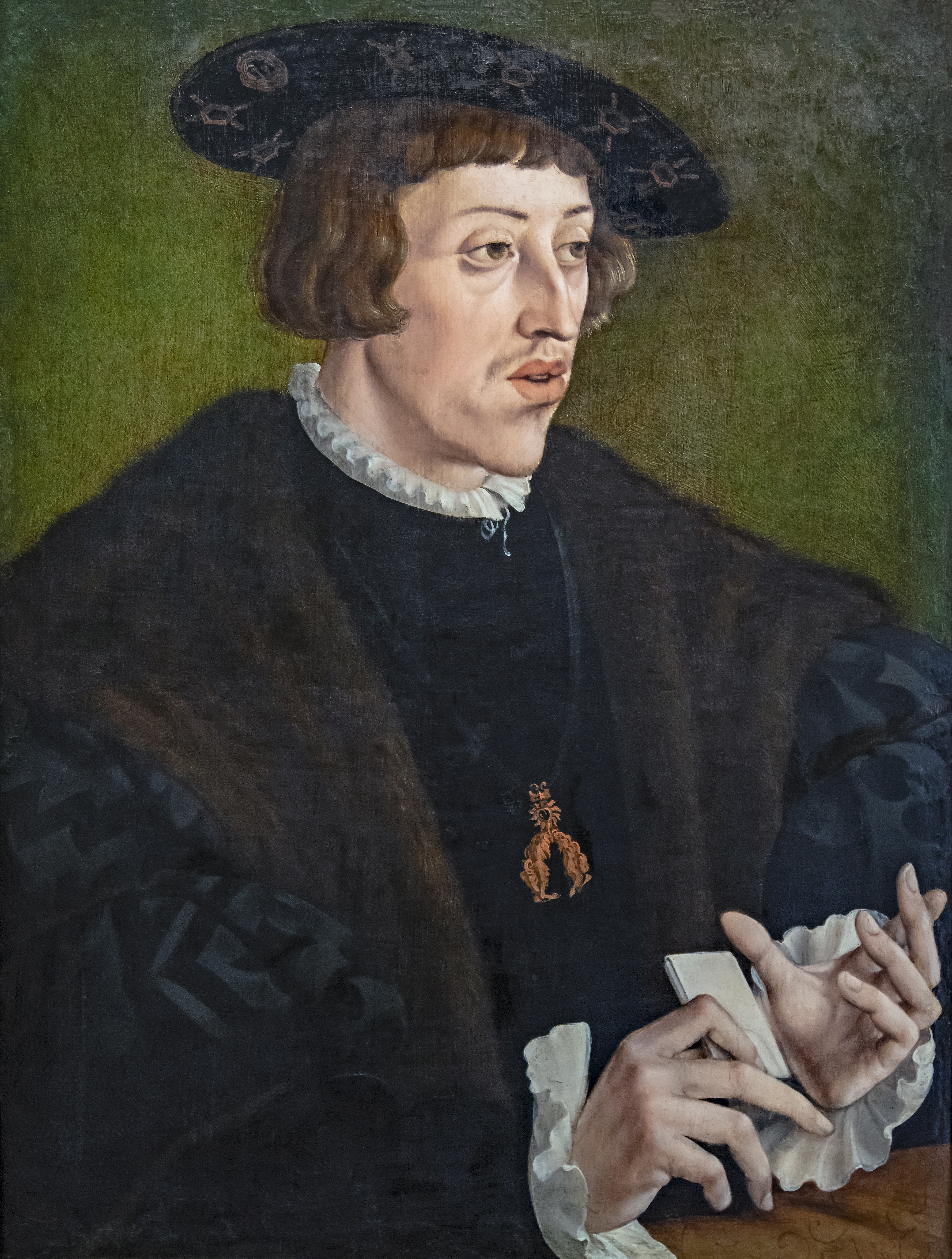

Wybory miały miejsce 5 stycznia 1531 roku w Kolonii, wzięli w nich udział:
- arcybiskup Moguncji Albrecht Hohenzollern (1514–1545)
- arcybiskup Kolonii Hermann V von Wied (1515–1546)
- arcybiskup Trewiru Richard von Greiffenklau zu Vollrads(inne języki) (1511–1531)
- król Czech Ferdynand I Habsburg (1526–1564), król Węgier,
- hrabia Palatynatu Reńskiego Ludwik V Wittelsbach (1508–1544)
- książę Saksonii Jan Stały (1525–1532)
- margrabia Brandenburgii Joachim I Nestor (1499–1535)

Cesarzem został wybrany Ferdynand I Habsburg.
Elekcja 1562 roku

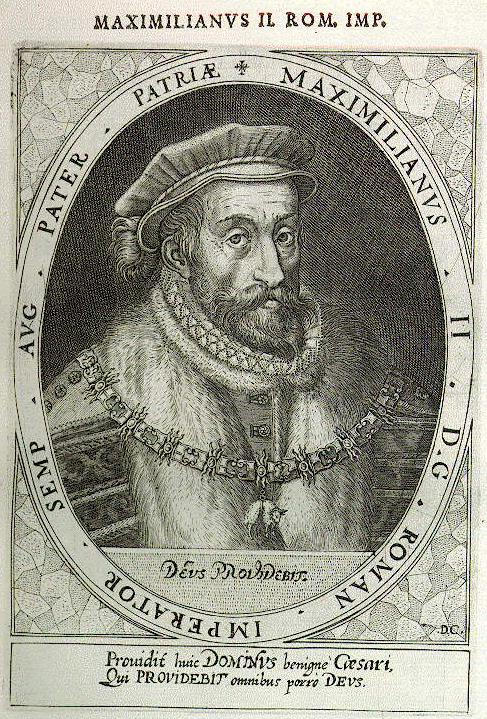

Wybory miały miejsce 28 listopada 1562 roku w Ratyzbonie, wzięli w nich udział:
- arcybiskup Moguncji Daniel Brendel von Homburg(inne języki) (1555–1582)
- arcybiskup Kolonii Friedrich IV von Wied(inne języki) (1562–1567)
- arcybiskup Trewiru Johann VI von der Leyen (1556–1567)
- król Czech Ferdynand I Habsburg (1526–1564), król Węgier, król Niemiec, cesarz rzymski
- hrabia Palatynatu Reńskiego Fryderyk III Wittelsbach (1559–1576)
- książę Saksonii August Wettyn (1553–1586)
- margrabia Brandenburgii Joachim II Hektor (1535–1571)

Cesarzem został wybrany Maksymilian II Habsburg. Elekcja odbyła się za życia cesarza Ferdynanda I
Elekcja 1575 roku

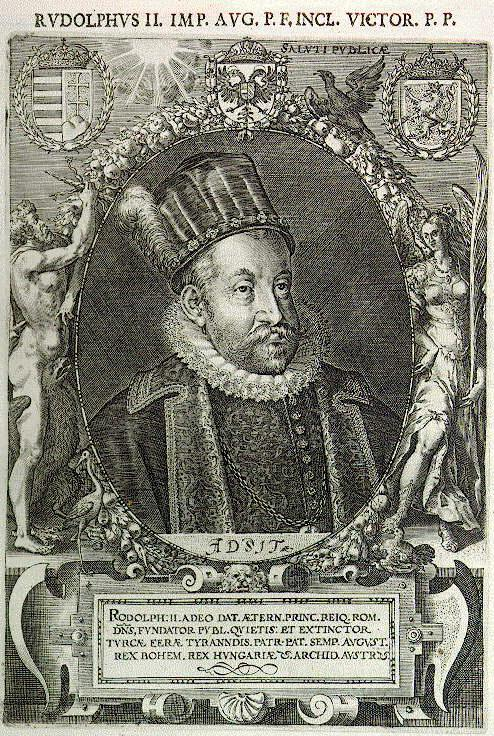

Wybory miały miejsce 27 października 1575 roku w Ratyzbonie, wzięli w nich udział:
- arcybiskup Moguncji Daniel Brendel von Homburg(inne języki) (1555–1582)
- arcybiskup Kolonii Salentin von Isenburg(inne języki) (1567–1577)
- arcybiskup Trewiru Jakob III von Eltz (1567–1581)
- król Czech Maksymilian II Habsburg (1564–1576), król Niemiec, cesarz rzymski, król Węgier
- hrabia Palatynatu Reńskiego Fryderyk III Wittelsbach (1559–1576)
- książę Saksonii August Wettyn (1553–1586)
- margrabia Brandenburgii Jan Jerzy Hohenzollern (1571–1598)

Cesarzem został wybrany Rudolf II Habsburg. Elekcja odbyła się za życia cesarza Maksymiliana II

## Elekcje XVII wieku
Elekcja 1612 roku

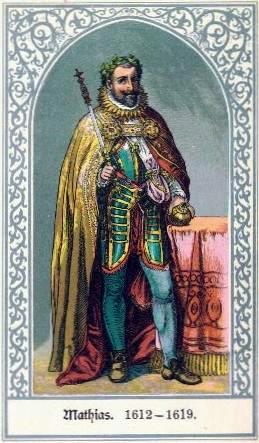

Wybory miały miejsce 13 czerwca 1612 roku we Frankfurcie, wzięli w nich udział:
- arcybiskup Moguncji Johann Schweikhard von Kronberg(inne języki) (1604–1626)
- arcybiskup Kolonii Ferdynand Bawarski (1612–1650)
- arcybiskup Trewiru Lothar von Metternich(inne języki) (1599–1623)
- król Czech Maciej Habsburg (1611–1618), król Węgier
- hrabia Palatynatu Reńskiego Fryderyk V Wittelsbach (1610–1623)
- książę Saksonii Jan Jerzy I Wettyn (1611–1656)
- margrabia Brandenburgii Jan Zygmunt Hohenzollern (1608–1619)

Cesarzem został wybrany Maciej Habsburg.
Elekcja 1619 roku

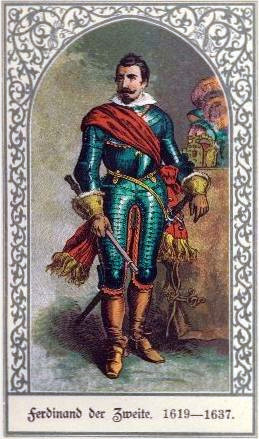

Wybory miały miejsce 28 sierpnia 1619 roku we Frankfurcie, wzięli w nich udział:
- arcybiskup Moguncji Johann Schweikhard von Kronberg(inne języki) (1604–1626)
- arcybiskup Kolonii Ferdynand Bawarski (1612–1650)
- arcybiskup Trewiru Lothar von Metternich(inne języki) (1599–1623)
- król Czech Ferdynand II Habsburg (1618–1637), król Węgier
- hrabia Palatynatu Reńskiego Fryderyk V Wittelsbach (1610–1623)
- książę Saksonii Jan Jerzy I Wettyn (1611–1656)
- margrabia Brandenburgii Jan Zygmunt Hohenzollern (1608–1619)

Cesarzem został wybrany Ferdynand II Habsburg.
Elekcja 1636 roku

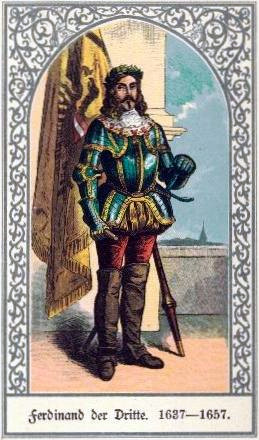

Wybory miały miejsce 22 grudnia 1636 roku w Ratyzbonie, wzięli w nich udział:
- arcybiskup Moguncji Anselm Casimir Wambolt von Umstadt(inne języki) (1629–1647)
- arcybiskup Kolonii Ferdynand Bawarski (1612–1650)
- arcybiskup Trewiru Philipp Christoph von Sötern(inne języki) (1623–1652)
- król Czech Ferdynand III Habsburg (1627–1646), król Węgier
- książę Bawarii, hrabia Palatynatu Reńskiego, Maksymilian I Bawarski (1623–1648)
- książę Saksonii Jan Jerzy I Wettyn (1611–1656)
- margrabia Brandenburgii Jerzy Wilhelm Hohenzollern (1619–1640)

Cesarzem został wybrany Ferdynand III Habsburg. Wyboru dokonano za życia cesarza Ferdynanda II. W 1623 roku cesarz dokonał zmian w składzie elektorów. Fryderyk V został pozbawiony tytułu, a prawo wyboru cesarza zostało przeniesione na księcia Bawarii.
Elekcja 1653 roku

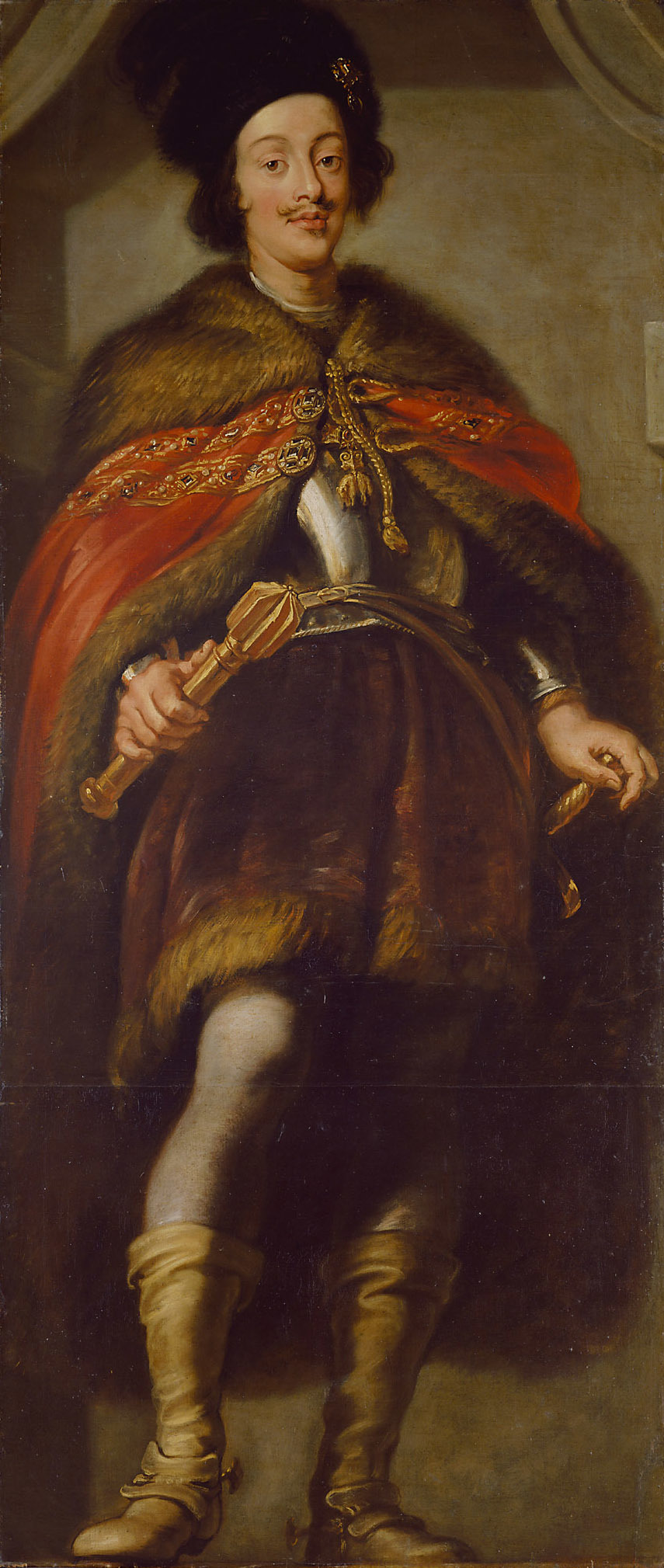

Wybory miały miejsce 31 maja 1653 roku w Augbsburgu, wzięli w nich udział:
- arcybiskup Moguncji Johann Philipp von Schönborn(inne języki) (1647–1673)
- arcybiskup Kolonii Maksymilian Henryk Wittelsbach (1650–1688)
- arcybiskup Trewiru Karl II Kaspar von der Leyen-Hohengeroldseck (1652–1676)
- król Czech Ferdynand IV Habsburg, król Węgier (1646–1654)
- książę Bawarii Ferdynand Maria Bawarski (1651–1679)
- książę Saksonii Jan Jerzy I Wettyn (1611–1656)
- margrabia Brandenburgii Fryderyk Wilhelm I Hohenzollern (1640–1688)
- hrabia Palatynatu Reńskiego Karol Ludwik Wittelsbach (1648–1680)

Cesarzem został wybrany Ferdynand IV Habsburg. Wybory zostały przeprowadzone za życia cesarza Ferdynanda III. Nowy cesarz elekt zmarł rok po wyborze.
W wyniku pokoju westfalskiego nastąpiły zmiana w składzie kolegium elektorów. Potwierdzono tytuł elektorski arcyklucznika rzeszy dla księcia Bawarii, oraz zwrócono tytuł elektora hrabiemu Palatynatu Reńskiego. W kolegium elektorskim zasiadało pięciu katolików, dwóch luteran (Brandenburgia i Saksonia), jeden kalwinista (Palatynat Reński).
Elekcja 1658 roku

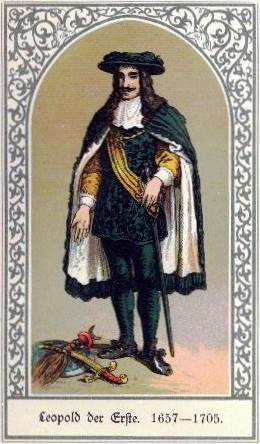

Wybory miały miejsce 18 lipca 1658 roku we Frankfurcie, wzięli w nich udział:
- arcybiskup Moguncji Johann Philipp von Schönborn(inne języki) (1647–1673)
- arcybiskup Kolonii Maksymilian Henryk Wittelsbach (1650–1688)
- arcybiskup Trewiru Karl II Kaspar von der Leyen-Hohengeroldseck (1652–1676)
- król Czech Leopold I Habsburg (1656–1705), król Węgier
- książę Bawarii Ferdynand Maria Bawarski (1651–1679)
- książę Saksonii Jan Jerzy II Wettyn (1656–1680)
- margrabia Brandenburgii Fryderyk Wilhelm I Hohenzollern (1640–1688)
- hrabia Palatynatu Reńskiego Karol Ludwik Wittelsbach (1648–1680)

Cesarzem został wybrany Leopold I Habsburg.
Elekcja 1690 roku

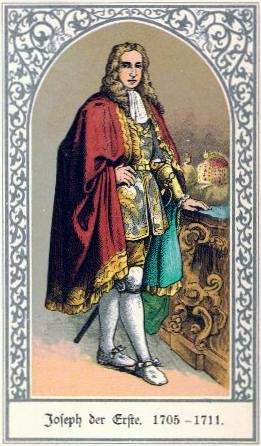

Wybory miały miejsce 23 stycznia 1690 roku w Augsburgu, wzięli w nich udział:
- arcybiskup Moguncji Anselm Franz von Ingelheim(inne języki) (1679–1695)
- arcybiskup Kolonii Józef Klemens Wittelsbach (1688–1723)
- arcybiskup Trewiru Johann VIII Hugo von Orsbeck (1676–1711)
- król Czech Leopold I Habsburg (1656–1705), król Węgier
- książę Bawarii Maksymilian II Emanuel Wittelsbach (1679–1726)
- książę Saksonii Jan Jerzy III Wettyn (1680–1691)
- margrabia Brandenburgii Fryderyk I Hohenzollern (1688–1713)
- hrabia Palatynatu Reńskiego Filip Wilhelm Wittelsbach (1685–1690)

Cesarzem został wybrany Józef I Habsburg. Elekcja została dokonana za życia cesarza Leopolda I

## Elekcje XVIII wieku
Elekcja 1711 roku

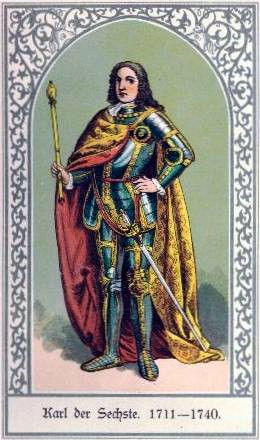

Wybory miały miejsce 12 października 1711 roku we Frankfurcie, wzięli w nich udział:
- arcybiskup Moguncji Lothar Franz von Schönborn(inne języki) (1694–1729)
- arcybiskup Trewiru Karl III Joseph von Lothringen (1711–1715)
- król Czech Karol VI Habsburg (1711–1740)
- hrabia Palatynatu Reńskiego Jan Wilhelm Wittelsbach (1690–1716)
- książę Saksonii August II Mocny (1694–1733), król Polski
- margrabia Brandenburgii Fryderyk I Hohenzollern (1688–1713), król w Prusach
- książę Hanoweru Jerzy I Hanowerski (1698–1727).

Cesarzem został wybrany Karol VI Habsburg. W stosunku do wyborów 1690 roku w kolegium elektorskim zaszły pewne istotne zmiany:
- W 1692 roku książę Hanoweru Ernest August otrzymał tytuł elektora.
- W 1702 roku tytułu elektora został pozbawiony książę Bawarii Maksymilian II Emanuel Wittelsbach, który w czasie działań wojny o sukcesję hiszpańską opowiedział się po stronie Francji.
- W 1703 roku arcybiskup Kolonii Józef Klemens Wittelsbach został zmuszony do ucieczki i przebywał na wygnaniu we Francji.

Elekcja 1742 roku

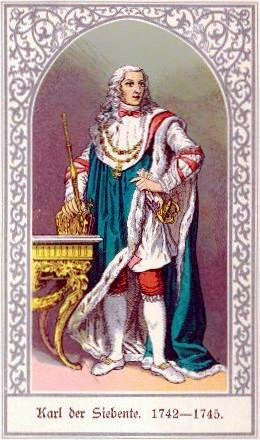

Wybory miały miejsce 24 stycznia 1742 roku we Frankfurcie, wzięli w nich udział:
- arcybiskup Moguncji Philipp Karl von Eltz-Kempenich(inne języki) (1732–1743)
- arcybiskup Kolonii Klemens August Wittelsbach (1723–1761)
- arcybiskup Trewiru Franz Georg von Schönborn-Buchheim(inne języki) (1729–1756)
- król Czech Karol VII Bawarski (1741–1743), książę Bawarii
- hrabia Palatynatu Reńskiego Karol III Filip Wittelsbach (1716–1742)
- książę Saksonii August III Sas (1733–1763), król Polski
- margrabia Brandenburgii Fryderyk II Wielki (1740–1786), król w Prusach
- książę Hanoweru Jerzy II Hanowerski (1727–1760), król Wielkiej Brytanii

Cesarzem został wybrany Karol VII Bawarski. W 1714 roku książę Bawarii odzyskał tytuł elektora.
Elekcja 1745 roku

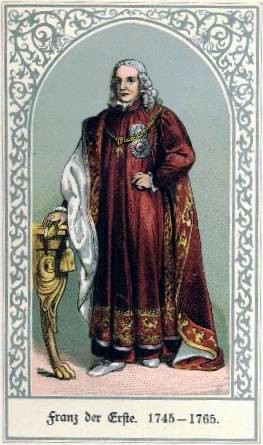

Wybory miały miejsce 13 września 1745 roku we Frankfurcie, wzięli w nich udział:
- arcybiskup Moguncji Johann Friedrich Karl von Ostein(inne języki) (1743–1763)
- arcybiskup Kolonii Klemens August Wittelsbach (1723–1761)
- arcybiskup Trewiru Franz Georg von Schönborn-Buchheim(inne języki) (1729–1756)
- król Czech Maria Teresa Habsburg (1743–1780)
- książę Bawarii Maksymilian III Józef Wittelsbach (1745–1777)
- hrabia Palatynatu Reńskiego Karol IV Teodor (1742–1799)
- książę Saksonii August III Sas (1733–1763), król Polski
- margrabia Brandenburgii Fryderyk II Wielki (1740–1786), król w Prusach
- książę Hanoweru Jerzy II Hanowerski (1727–1760), król Wielkiej Brytanii

Cesarzem został wybrany Franciszek I Lotaryński.
Elekcja 1764 roku

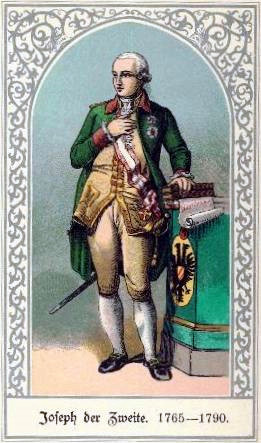

Wybory miały miejsce 27 marca 1764 roku we Frankfurcie, wzięli w nich udział:
- arcybiskup Moguncji Emmerich Joseph von Breidbach zu Bürresheim(inne języki) (1763–1774)
- arcybiskup Kolonii Maximilian Friedrich von Königsegg-Rothenfels(inne języki) (1761–1784)
- arcybiskup Trewiru Johann IX Philipp von Walderdorff (1756–1768)
- król Czech Maria Teresa Habsburg (1743–1780)
- książę Bawarii Maksymilian III Józef Wittelsbach (1745–1777)
- hrabia Palatynatu Reńskiego Karol Teodor (1742–1799)
- książę Saksonii Fryderyk August I (1763–1806)
- margrabia Brandenburgii Fryderyk II Wielki (1740–1786), król w Prusach
- książę Hanoweru Jerzy III Hanowerski (1760–1806), król Wielkiej Brytanii

Cesarzem został wybrany Józef II Habsburg. Elekcja została dokonana za życia cesarza Franciszka I. Zgodnie z ustaleniami nowo wybrany cesarz miał nosić tytuł króla Niemiec, i dopiero w momencie śmierci Franciszka przyjąć tytuł cesarza.
Elekcja 1790 roku

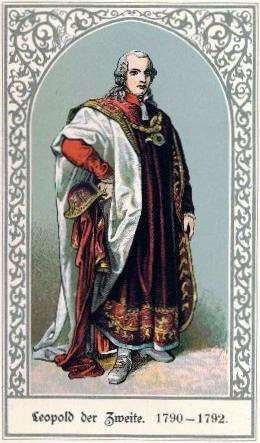

Wybory miały miejsce 30 września 1790 roku we Frankfurcie, wzięli w nich udział:
- arcybiskup Moguncji Friedrich Karl Joseph von Erthal(inne języki) (1774–1802)
- arcybiskup Kolonii Maksymilian Franciszek Habsburg (1784–1801)
- arcybiskup Trewiru Klemens Wacław Wettyn (1768–1803)
- król Czech Leopold II Habsburg (1790–1792)
- książę Bawarii Karol Teodor (1742–1799)
- książę Saksonii Fryderyk August I (1763–1806)
- margrabia Brandenburgii Fryderyk Wilhelm II Hohenzollern (1786–1797), król Prus
- książę Hanoweru Jerzy III Hanowerski (1760–1806), król Wielkiej Brytanii

Cesarzem został wybrany Leopold II Habsburg. Wybory przeprowadzono po śmierci cesarza Józefa II. W 1777 roku zmarł bezpotomnie elektor Bawarii Maksymilian III Józef Wittelsbach, zgodnie z rodowym porozumieniem księciem Bawarii został hrabia Palatynatu Reńskiego Karol IV Teodor, jednak nie dało mu to dwóch głosów w czasie cesarskiej elekcji.
Elekcja 1792 roku

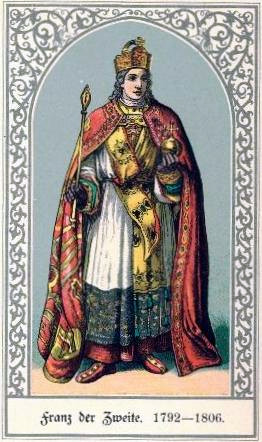

Wybory miały miejsce 5 lipca 1792 roku we Frankfurcie, wzięli w nich udział:
- arcybiskup Moguncji Friedrich Karl Joseph von Erthal(inne języki) (1774–1802)
- arcybiskup Kolonii Maksymilian Franciszek Habsburg (1784–1801)
- arcybiskup Trewiru Klemens Wacław Wettyn (1768–1803)
- król Czech Franciszek II Habsburg (1792–1835)
- książę Bawarii Karol Teodor (1742–1799)
- książę Saksonii Fryderyk August I (1763–1806)
- margrabia Brandenburgii Fryderyk Wilhelm II Hohenzollern (1786–1797), król Prus
- książę Hanoweru Jerzy III Hanowerski (1760–1806), król Wielkiej Brytanii

Cesarzem został wybrany Franciszek II Habsburg. Była to ostatnia elekcja cesarska – w 1806 roku Święte Cesarstwo Rzymskie zostało rozwiązane, a cesarz Franciszek przyjął tytuł cesarza Austrii.
Od czasu wydania złotej bulli cesarza Karola IV zjazdy elektorów odbywały się 24 razy, z czego: 14 razy we Frankfurcie, 3 razy w Ratyzbonie, 2 razy w Augsburgu, raz w Kolonii i Rhens.
Tytuł cesarza 14 razy przypadł przedstawicielom dynastii Habsburgów, czterokrotnie dynastii Habsburgów-Lotaryńskich, trzykrotnie Luksemburczykom, dwukrotnie Wittelsbachom.